# ライスナー・ノルドシュトロム解
ライスナー・ノルドシュトロム解（ライスナー・ノルドシュトロムかい、Reissner‐Nordström metric, Reissner‐Nordström solution）は、一般相対性理論のアインシュタイン・マクスウェル方程式の厳密解の一つで、球対称で電荷を帯びたブラックホールを表現する計量 (metric) である。シュヴァルツシルト解の発見直後、ライスナー (Reissner, 1916) とノルドシュトロム (Nordström, 1918) によって報告された。
ライスナー・ノルドシュトロム計量は、次のように書ける。
{\displaystyle \mathrm {d} s^{2}=-\left(1-{\frac {2M}{r}}+{\frac {Q^{2}}{r^{2}}}\right)\mathrm {d} t^{2}+\left(1-{\frac {2M}{r}}+{\frac {Q^{2}}{r^{2}}}\right)^{-1}\mathrm {d} r^{2}+r^{2}\mathrm {d} \Omega ^{2}}
ここで、
{\displaystyle \mathrm {d} \Omega ^{2}=\mathrm {d} \theta ^{2}+\sin ^{2}\theta \,\mathrm {d} \phi ^{2}}
であり、
{\displaystyle M\,} は、ブラックホールの質量
{\displaystyle Q\,} は、ブラックホールの電荷
である。ここでは、光速と万有引力定数、クーロン定数を1とする幾何学単位系 ({\displaystyle c=G=k={\frac {1}{4\pi \epsilon _{0}}}=1}) を用いている。電荷がゼロであれば、解は、シュヴァルツシルト解を再現する。
この解には、2つの地平面が存在する。座標で表現すると
{\displaystyle r_{\pm }=M\pm {\sqrt {M^{2}-Q^{2}}}\,}
の面であり、外側が事象の地平面、内側がコーシー地平面 (Cauchy horizon)と呼ばれる。電荷が{\displaystyle |Q|=M\,}のとき、2つの地平面は重なり、最大荷電ブラックホール(extremal black hole)となる。
この値以上の電荷を持つと（{\displaystyle |Q|>M\,}）、時空が裸の特異点を持つことになるので、ロジャー・ペンローズの宇宙検閲官仮説に基づけば、このようなブラックホールは自然界には存在しないと考えられる。

## エネルギー運動量テンソル
ライスナー・ノルドシュトロム解ではシュワルツシルト解と異なり、アインシュタイン方程式におけるエネルギー運動量テンソルの項は電磁場があるため非ゼロである。電荷Qを持つ球対称なブラックホール周辺の電磁場テンソルは、 {\displaystyle r} が一定の球面の面積は計量の角度方向が {\displaystyle rd\Omega ^{2}} であること、また計量の {\displaystyle dt} と {\displaystyle dr} の係数の積が 1 であることから、電場の保存則よりすぐに
{\displaystyle F_{tr}=Q/r^{2}}
 でその他の成分はゼロとわかる。
これよりエネルギー運動量テンソルは公式 
{\displaystyle T_{\mu \nu }={\frac {1}{4}}g_{\mu \nu }F_{\alpha \beta }F^{\alpha \beta }-F_{\mu \alpha }F_{\nu \beta }g^{\alpha \beta }}

より
{\displaystyle T_{\mu \nu }\mathrm {d} x^{\mu }\mathrm {d} x^{\nu }=-{\frac {Q^{2}}{r^{4}}}\left(1-{\frac {2M}{r}}+{\frac {Q^{2}}{r^{2}}}\right)\mathrm {d} t^{2}-{\frac {Q^{2}}{r^{4}}}\left(1-{\frac {2M}{r}}+{\frac {Q^{2}}{r^{2}}}\right)^{-1}\mathrm {d} r^{2}+{\frac {Q^{2}}{r^{4}}}r^{2}\mathrm {d} \Omega ^{2}}
 となる。